# Miquel Valls i Maseda
Miquel Valls i Maseda (Barcelona, 28 de setembre de 1943 - Barcelona, 22 de setembre de 2019) fou un economista i empresari català, president de la Cambra de Comerç, Indústria i Navegació de Barcelona des del 21 de juny de 2002 fins al 19 de juny de 2019.

## Biografia
Valls va néixer el 28 de setembre de 1943 a la ciutat de Barcelona i hi va morir el 22 de setembre de 2019 als 75 anys. Es llicencià en Ciències Econòmiques per la Universitat de Barcelona, màster en Gestió Gerencial per l'Escola d'Alta Direcció i Administració (EADA), i diplomat en Direcció d'Empreses per l'Institut d'Estudis Superiors d'Empresa (IESE).
Valls inicià la seva implicació en la Cambra de Comerç, Indústria i Navegació de Barcelona l'any 1996. Dos anys després va passar a formar part del seu Comitè Executiu sota la responsabilitat de l'àrea de delegacions. L'any 2002 assumí la presidència, després de concórrer en l'elecció sense competència. També va assumir la presidència del Consell General de Cambres de Catalunya, la vicepresidència del Consejo Superior de Cámaras de Comercio, Industria y Navegación de España i de l'Associació de Cambres de Comerç del Mediterrani (ASCAME). Així mateix, fou membre del comitè espanyol de la Chambre de Commerce Internationale (CCI).
Per altra banda, va ser membre del Comitè Executiu de la Fira de Barcelona i president de la Comissió Econòmica. També va formar part del Consell d'Administració de la Fira i la seva Ponència Estratègica. sent vicepresident del Consell General.
Exercí funcions executives en el grup familiar d'empreses Valls, que operaven en el sector metal·lúrgic, entre 1970 i 1984. A partir de 1985 fins al 2000 passà a ser el President Executiu de Comercial DVP (després Acciai Speciali Terni), també involucrada en el mateix sector.
Des de l'any 1970, fou membre del Consell d'Administració de Fichet SA. Fou president de Fichet Industria SL per un temps des de 1996. L'any 2000 s'incorporà a la Junta Directiva de Mutual Midat Cyclops, i des del 2001 fou membre de la Comissió Permanent, fins a ser el seu President.
Va participar com a membre del Consell d'Administració de la Corporació Catalana de Comunicació (antics propietaris del diari Avui) i com a patró de la Fundació Conservatori del Liceu.
El Govern de la Generalitat de Catalunya li va concedir la Creu de Sant Jordi l'11 d'abril de 2017.